# Bratthamaren
Bratthamaren eller Byôbu Iwa är en kulle i Antarktis. Den ligger i Östantarktis. Norge gör anspråk på området. Toppen på Bratthamaren är 15 meter över havet.